# Áno Soúlion
Áno Soúlion (Ano Souli) är en ort i Grekland.   Den ligger i prefekturen Nomarchía Anatolikís Attikís och regionen Attika, i den sydöstra delen av landet, 30 km nordost om huvudstaden Aten. Áno Soúlion ligger 236 meter över havet och antalet invånare är 232.
Terrängen runt Áno Soúlion är huvudsakligen kuperad, men åt sydost är den platt.  Närmaste större samhälle är Kifisiá, 19,3 km sydväst om Áno Soúlion. 